# Jaroslava Muchová
Jaroslava Muchová Syllabová, née le 15 mars 1909 et morte le 9 novembre 1986, est une peintre tchèque, fille du peintre Alfons Mucha et sœur de l'écrivain et traducteur Jiří Mucha.

## Biographie
Jaroslava Muchová naît à New York le 15 mars 1909. Ses parents sont aux États-Unis alors que son père tente, sans succès, de réunir des fonds pour soutenir son projet L'Épopée slave (en tchèque : Slovanská epopej).
Enfant, elle étudie le ballet, mais finit par suivre les traces de son père : elle participe à la création de L'Épopée slave, en mélangeant les couleurs et en traçant des études de détails sur les toiles géantes prêtes à être peintes. Elle est chargée de peindre tout le ciel étoilé du tableau Les Slaves dans leur site préhistorique Entre le knout touranien et le glaive des Goths (en tchèque : Slované v pravlasti: Mezi turanskou knutou a mečem Gótů). Elle sert également de modèle pour plusieurs des personnages qui figurent dans la série. Après la Seconde Guerre mondiale, elle prend en charge la restauration d'œuvres de L'Épopée slave qui avaient été endommagées par le gel et l'eau lorsqu'elles ont été stockées pour les cacher des nazis.
Alphonse Mucha la représente au verso du premier billet tchécoslovaque de dix couronnes, de 1919 et plus tard, sur le billet de 50 couronnes, de 1929,.
Elle meurt le 9 novembre 1986 à Prague, en Tchécoslovaquie.